# A Melrose Place epizódjainak listája
Ez a lista a Melrose Place című amerikai sorozat epizódjait tartalmazza.

## Évados áttekintés
| Évad | Évad | Epizódok | Eredeti sugárzás     | Eredeti sugárzás  | Eredeti adó |
| Évad | Évad | Epizódok | Évadpremier          | Évadfinálé        | Eredeti adó |
| ---- | ---- | -------- | -------------------- | ----------------- | ----------- |
|      | 1    | 32       | 1992. július 8.      | 1993. május 26.   | FOX         |
|      | 2    | 32       | 1993. szeptember 8.  | 1994. május 18.   | FOX         |
|      | 3    | 32       | 1994. szeptember 12. | 1995. május 22.   | FOX         |
|      | 4    | 34       | 1995. szeptember 11. | 1996. május 20.   | FOX         |
|      | 5    | 34       | 1996. szeptember 9.  | 1997. május 19.   | FOX         |
|      | 6    | 27       | 1997. szeptember 8.  | 1998. március 30. | FOX         |
|      | 7    | 35       | 1998. július 27.     | 1999. május 24.   | FOX         |

## 1. évad(1992-1993)
| Sor. | Év. | Cím                                                        | Rendező           | Író                                                                                                | Premier              | Nézettség    |
| ---- | --- | ---------------------------------------------------------- | ----------------- | -------------------------------------------------------------------------------------------------- | -------------------- | ------------ |
| 1.   | 1.  | Bevezető rész (Pilot)                                      | Howard Deutch     | Darren Star                                                                                        | 1992. július 8.      | 16,00 millió |
| 2.   | 2.  | Barátok és szeretők (Friends and Lovers)                   | Daniel Attias     | Charles Pratt, Jr.                                                                                 | 1992. július 15.     | 19,00 millió |
| 3.   | 3.  | Elveszíteni és megtalálni (Lost and Found)                 | Charles Braverman | Frederick Rappaport                                                                                | 1992. július 22.     | 15,20 millió |
| 4.   | 4.  | Pénzért vagy szerelemért (For Love or Money)               | Steven Robman     | Amy Spies                                                                                          | 1992. július 29.     | 11,70 millió |
| 5.   | 5.  | A hűség próbája (Leap of Faith)                            | Bethany Rooney    | Ellen Herman                                                                                       | 1992. augusztus 5.   | 12,10 millió |
| 6.   | 6.  | A második esély (Second Chances)                           | Jefferson Kibbee  | Toni Graphia                                                                                       | 1992. augusztus 12.  | 14,60 millió |
| 7.   | 7.  | Egyirányú utca (My Way)                                    | Bethany Rooney    | Darren Star                                                                                        | 1992. augusztus 19.  | 13,00 millió |
| 8.   | 8.  | Magányos szívek (Lonely Hearts)                            | Jefferson Kibbee  | Charles Pratt, Jr.                                                                                 | 1992. szeptember 2.  | 12,30 millió |
| 9.   | 9.  | Felelősségem teljes tudatában (Responsibly Yours)          | Daniel Attias     | Frederick Rappaport                                                                                | 1992. szeptember 9.  | 11,00 millió |
| 10.  | 10. | Az élet nem habostorta (Burned)                            | Janet Greek       | Robert Guza, Jr.                                                                                   | 1992. szeptember 16. | 9,90 millió  |
| 11.  | 11. | A megszegett ígéret (A Promise Broken)                     | Nancy Malone      | Charles Pratt, Jr.                                                                                 | 1992. szeptember 30. | 9,30 millió  |
| 12.  | 12. | Védett viszonyok (Polluted Affairs)                        | Daniel Attias     | Amy Spies                                                                                          | 1992. október 21.    | 11,70 millió |
| 13.  | 13. | Valóra vált álmok (Dreams Come True)                       | John Nicolella    | Ellen Herman                                                                                       | 1992. október 28.    | 10,70 millió |
| 14.  | 14. | Határvonal (Drawing the Line)                              | David Rosenbloom  | Robert Guza, Jr.                                                                                   | 1992. november 4.    | 12,70 millió |
| 15.  | 15. | Isten háza (House of God)                                  | Nancy Malone      | Robert Guza, Jr.                                                                                   | 1992. november 11.   | 12,90 millió |
| 16.  | 16. | A teljes igazság (The Whole Truth)                         | Charles Braverman | Joe Viola                                                                                          | 1992. november 18.   | 9,90 millió  |
| 17.  | 17. | Jake kontra Jake (Jake vs Jake)                            | Victoria Hochberg | Frank South                                                                                        | 1992. november 25.   | 10,50 millió |
| 18.  | 18. | Karácsony a Melrose Place-en (A Melrose Place Christmas)   | Bethany Rooney    | Darren Star                                                                                        | 1992. december 16.   | 10,80 millió |
| 19.  | 19. | Egyedülálló nővér megosztaná (Single White Sister)         | Charles Correll   | Ellen Herman                                                                                       | 1993. január 6.      | 9,40 millió  |
| 20.  | 20. | Édesség és féltékenység (Peanut Butter and Jealousy)       | Nancy Malone      | Charles Pratt, Jr.                                                                                 | 1993. január 13.     | 9,80 millió  |
| 21.  | 21. | Homályos kép (Picture Imperfect)                           | Nancy Malone      | Történet: Nicole Yorkin és Dawn Prestwich Tévéjáték: Darren Star, Frank South és Charles Pratt Jr. | 1993. január 27.     | N/A          |
| 22.  | 22. | Három dudás (Three's a Crowd)                              | Jefferson Kibbee  | Amy Spies                                                                                          | 1993. február 3.     | 10,70 millió |
| 23.  | 23. | Az új társak (My New Partner)                              | Richard Lang      | Frank South                                                                                        | 1993. február 10.    | 9,90 millió  |
| 24.  | 24. | Bye-Bye, Billy (Bye Bye Billy)                             | Victoria Hochberg | Nicole Yorkin és Dawn Prestwich                                                                    | 1993. február 17.    | 13,70 millió |
| 25.  | 25. | Kibékíthetetlen hasonlóságok (Irreconcilable Similarities) | Nancy Malone      | Charles Pratt, Jr.                                                                                 | 1993. március 3.     | 12,00 millió |
| 26.  | 26. | Végjáték (End Game)                                        | James Frawley     | Frank South                                                                                        | 1993. március 24.    | 12,60 millió |
| 27.  | 27. | Az AIDS-teszt (The Test)                                   | Paul Lazarus      | Darren Star                                                                                        | 1993. március 31.    | 11,40 millió |
| 28.  | 28. | Határtalanul (Pushing Boundaries)                          | Marty Pasetta     | Jordan Budde                                                                                       | 1993. április 7.     | 10,40 millió |
| 29.  | 29. | Pas de Trois (Pas de Trois)                                | Chip Chalmers     | Charles Pratt, Jr.                                                                                 | 1993. április 28.    | 11,60 millió |
| 30.  | 30. | Carpe diem (Carpe Diem)                                    | Richard Lang      | Frank South és Darren Star                                                                         | 1993. május 5.       | 14,80 millió |
| 31.  | 31. | Szükség törvényt bont (State of Need)                      | Paul Lazarus      | Charles Pratt, Jr.                                                                                 | 1993. május 12.      | 14,00 millió |
| 32.  | 32. | Gyanakvó tekintetek (Suspicious Minds)                     | James Frawley     | Darren Star és Frank South                                                                         | 1993. május 26.      | 13,20 millió |

## 2. évad(1993-1994)
| Sor. | Év. | Cím                                                                | Rendező            | Író                        | Premier              | Nézettség    |
| ---- | --- | ------------------------------------------------------------------ | ------------------ | -------------------------- | -------------------- | ------------ |
| 33.  | 1.  | Sok hűhó mindenért (Much Ado About Everything)                     | Nancy Malone       | Charles Pratt, Jr.         | 1993. szeptember 8.  | 14,70 millió |
| 34.  | 2.  | Hosszú, hosszú éjszakák (A Long Night's Journey)                   | Charles Correll    | Frank South                | 1993. szeptember 15. | 12,90 millió |
| 35.  | 3.  | A bosszú (Revenge)                                                 | James Frawley      | Darren Star                | 1993. szeptember 22. | 16,00 millió |
| 36.  | 4.  | Tűzerő (Fire Power)                                                | Barbara Amato      | Kimberly Costello          | 1993. szeptember 29. | 11,50 millió |
| 37.  | 5.  | Kerekek és emberek (Of Bikes and Men)                              | James Whitmore Jr. | Allison Robbins            | 1993. október 6.     | 12,80 millió |
| 38.  | 6.  | Válóok (Hot and Bothered)                                          | Paul Lazarus       | Dee Johnson                | 1993. október 13.    | 13,20 millió |
| 39.  | 7.  | Flörtölés a végzettel (Flirting With Disaster)                     | Bethany Rooney     | Charles Pratt, Jr.         | 1993. október 20.    | 11,70 millió |
| 40.  | 8.  | Csak semmi virágeső (No Bed of Roses)                              | Nancy Malone       | Frank South                | 1993. október 27.    | 12,70 millió |
| 41.  | 9.  | Aki kapja, marha (Married to It)                                   | Marty Pasetta, Jr. | Darren Star                | 1993. november 3.    | 11,80 millió |
| 42.  | 10. | Zavaros szívügyek (The Tangled Web)                                | Chip Chalmers      | Charles Pratt, Jr.         | 1993. november 10.   | 15,40 millió |
| 43.  | 11. | Szerencsétlen baleset (Collision Course)                           | Richard Lang       | Frank South                | 1993. november 17.   | 16,00 millió |
| 44.  | 12. | Pulykaméreg (Cold Turkey)                                          | Paul Lazarus       | Kimberly Costello          | 1993. november 24.   | 12,10 millió |
| 45.  | 13. | Egyszemélyes duett (Duet for One)                                  | Victoria Hochberg  | Allison Robbins            | 1993. december 1.    | 14,10 millió |
| 46.  | 14. | Fura ágytársak (Strange Bedfellows)                                | Nancy Malone       | Dee Johnson                | 1993. december 15.   | 13,10 millió |
| 47.  | 15. | Jaj, de szép a karácsonyfa (Under the Mistletoe)                   | Chip Chalmers      | Charles Pratt, Jr.         | 1993. december 22.   | 13,90 millió |
| 48.  | 16. | Újra együtt a Blues (Reunion Blues)                                | Jefferson Kibbee   | Frank South                | 1994. január 5.      | 13,70 millió |
| 49.  | 17. | Ez a Michael! (Michael's Game)                                     | Marty Pasetta, Jr. | Darren Star                | 1994. január 12.     | 15,50 millió |
| 50.  | 18. | A gyanú árnyéka (Arousing Suspicions)                              | Steve Dubin        | Kimberly Costello          | 1994. január 26.     | 14,30 millió |
| 51.  | 19. | A fiatalok és a tenger (The Young Men and the Sea)                 | Charles Correll    | Allison Robbins            | 1994. február 2.     | 13,20 millió |
| 52.  | 20. | Búcsúpillantás (Parting Glances)                                   | Bethany Rooney     | Dee Johnson                | 1994. február 9.     | 14,50 millió |
| 53.  | 21. | Elfújta a szél (Swept Away)                                        | Nancy Malone       | Charles Pratt, Jr.         | 1994. február 16.    | 15,40 millió |
| 54.  | 22. | Börtönnapló (With This Ball and Chain)                             | Jefferson Kibbee   | Frank South                | 1994. február 23.    | 12,20 millió |
| 55.  | 23. | Még a végén eljegyezlek (Otherwise Engaged)                        | Chip Chalmers      | Darren Star                | 1994. március 2.     | 17,10 millió |
| 56.  | 24. | Mancini-éknál ez így megy (Love, Mancini Style)                    | Charles Correll    | Allison Robbins            | 1994. március 16.    | 16,80 millió |
| 57.  | 25. | A két Mrs. Mancini (The Two Mrs. Mancinis)                         | Marty Pasetta, Jr. | Allison Robbins            | 1994. március 23.    | 15,20 millió |
| 58.  | 26. | Egy ágyban az ellenséggel (In Bed With the Enemy)                  | Parker Stevenson   | Stevie Stern               | 1994. április 6.     | 15,40 millió |
| 59.  | 27. | Pszichoterápia (Psycho Therapy)                                    | Charles Correll    | Kimberly Costello          | 1994. április 20.    | 15,90 millió |
| 60.  | 28. | Már megint itt van! (The Bitch Is Back)                            | Nancy Malone       | Frank South                | 1994. április 27.    | 17,50 millió |
| 61.  | 29. | Tökéletlen idegenek (Imperfect Strangers)                          | Chip Chalmers      | Dee Johnson                | 1994. május 4.       | 16,20 millió |
| 62.  | 30. | Ördög vigye! (Devil With the G-String On)                          | Paul Lazarus       | Charles Pratt, Jr.         | 1994. május 11.      | 17,80 millió |
| 63.  | 31. | Míg a halál el nem választ 1. rész (Till Death Do Us Part: Part 1) | Chip Chalmers      | Darren Star és Frank South | 1994. május 18.      | 19,30 millió |
| 64.  | 32. | Míg a halál el nem választ 2. rész (Till Death Do Us Part: Part 2) | Chip Chalmers      | Darren Star és Frank South | 1994. május 18.      | 19,30 millió |

## 3. évad(1994-1995)
| Sor. | Év. | Cím                                                                             | Rendező           | Író                                              | Premier              | Nézettség    |
| ---- | --- | ------------------------------------------------------------------------------- | ----------------- | ------------------------------------------------ | -------------------- | ------------ |
| 65.  | 1.  | Kíváncsiak (I Am Curious, Melrose)                                              | Charles Correll   | Charles Pratt Jr.                                | 1994. szeptember 12. | 16,00 millió |
| 66.  | 2.  | Veszett világ (It's a Bad World After All)                                      | Jeff Melman       | Frank South                                      | 1994. szeptember 19. | 12,70 millió |
| 67.  | 3.  | Törvényen innen és túl (In-Laws and Outlaws)                                    | Paul Lazarus      | Darren Star                                      | 1994. szeptember 26. | 13,10 millió |
| 68.  | 4.  | Tévedések vígjátéka (Grand Delusions)                                           | Victoria Hochberg | Kimberly Costello                                | 1994. október 3.     | 12,50 millió |
| 69.  | 5.  | Szexnélküli gyógymód (Nonsexual Healing)                                        | Charles Correll   | Allison Robbins                                  | 1994. október 10.    | 13,70 millió |
| 70.  | 6.  | Ki nevet a végén? (No Strings Attached)                                         | Paul Lazarus      | Dee Johnson                                      | 1994. október 17.    | 13,20 millió |
| 71.  | 7.  | A szakács, a tolvaj, a szerető (The Crook, the Creep, His Lover and Her Sister) | Scott Paulin      | Carol Mendelsohn                                 | 1994. október 24.    | 13,20 millió |
| 72.  | 8.  | Szél ellen szerelem (Love Reeks)                                                | Richard Lang      | Frank South                                      | 1994. október 31.    | 13,30 millió |
| 73.  | 9.  | Dr. Jeckyl és Mr. Hyde (Dr. Jekyll Saves His Hide)                              | Charles Correll   | Chip Hayes                                       | 1994. november 7.    | 12,20 millió |
| 74.  | 10. | Nincs igazság (And Justice for None)                                            | Chip Chalmers     | Kimberly Costello                                | 1994. november 14.   | 13,60 millió |
| 75.  | 11. | A bor és a vodka napja (The Days of Wine and Vodka)                             | Marty Pasetta     | Allison Robbins                                  | 1994. november 21.   | 12,20 millió |
| 76.  | 12. | A doktor, aki a bölcsőt ringatja (The Doctor That Rocks the Cradle)             | Richard Lang      | Dee Johnson                                      | 1994. november 28.   | 14,00 millió |
| 77.  | 13. | Mondj csak nemet! (Just Say No)                                                 | Victoria Hochberg | Carol Mendelsohn                                 | 1994. december 5.    | 14,10 millió |
| 78.  | 14. | Szex, drog és rock and roll (Sex, Drugs and Rockin' the Cradle)                 | Parker Stevenson  | Frank South                                      | 1994. december 12.   | 13,20 millió |
| 79.  | 15. | Vakáció a jégen (Holiday on Ice)                                                | Charles Corell    | Kimberly Costello                                | 1994. december 19.   | 14,90 millió |
| 80.  | 16. | Bye bye, Baby! (Bye Bye Baby)                                                   | Jefferson Kibbee  | Allison Robins                                   | 1995. január 2.      | 14,20 millió |
| 81.  | 17. | Az anyákat lelövik ugye? 1. rész (They Shoot Mothers, Don't They?: Part 1)      | Charles Correll   | Dee Johnson és Carol Mendelsohn                  | 1995. január 16.     | 19,20 millió |
| 82.  | 18. | Az anyákat lelövik ugye? 2. rész (They Shoot Mothers, Don't They?: Part 2)      | Charles Correll   | Dee Johnson és Carol Mendelsohn                  | 1995. január 16.     | 19,20 millió |
| 83.  | 19. | Egy nap a pokolban (Another Perfect Day in Hell)                                | Chip Chalmers     | Frank South                                      | 1995. január 23.     | 16,00 millió |
| 84.  | 20. | Ha harc, hát legyen harc! (Boxing Sydney)                                       | Richard Lang      | Stevie Stern                                     | 1995. február 6.     | 14,00 millió |
| 85.  | 21. | Valentin-napi mészárlás (St. Valentine's Day Massacre)                          | Chip Chalmers     | Kimberly Costello                                | 1995. február 13.    | 16,60 millió |
| 86.  | 22. | Reggeli Tiffany-nál, vacsora 8-kor (Breakfast at Tiffany's, Dinner at Eight)    | Victoria Hochberg | Allison Robbins                                  | 1995. február 20.    | 15,20 millió |
| 87.  | 23. | Íme a győztes (And the Winner Is…)                                              | Richard Lang      | Dee Johnson                                      | 1995. február 27.    | 14,30 millió |
| 88.  | 24. | Szerelem és halál (Love and Death 101)                                          | Jeff Kibbee       | Frank South                                      | 1995. március 13.    | 13,90 millió |
| 89.  | 25. | Malibu-t látni... (To Live and Die in Malibu)                                   | Chip Chalmers     | Carol Mendelsohn                                 | 1995. március 20.    | 13,90 millió |
| 90.  | 26. | Brooke története (All About Brooke)                                             | Victoria Hochberg | Dee Johnson                                      | 1995. április 3.     | 12,00 millió |
| 91.  | 27. | Melrose Impossible (Melrose Impossible)                                         | Frank South       | Frank South                                      | 1995. április 10.    | 11,60 millió |
| 92.  | 28. | Új nadrág a láthatáron (Hose by Any Other Name)                                 | Charles Correll   | Allison Robbins                                  | 1995. május 1.       | 10,90 millió |
| 93.  | 29. | Egy csók és más... (Kiss Kiss Bang Bang)                                        | Richard Lang      | Dee Johnson                                      | 1995. május 8.       | 12,20 millió |
| 94.  | 30. | Makrancos hölgy (Framing of the Shrews)                                         | Chip Chalmers     | Kimberly Costello                                | 1995. május 15.      | 11,20 millió |
| 95.  | 31. | A nagy dobás 1. rész (The Big Bang Part 1)                                      | Charles Correl    | Carol Mendelsohn, Allison Robbins és Dee Johnson | 1995. május 22.      | 15,60 millió |
| 96.  | 32. | A nagy dobás 2. rész (The Big Bang Part 2)                                      | Charles Correl    | Carol Mendelsohn, Allison Robbins és Dee Johnson | 1995. május 22.      | 15,60 millió |

## 4. évad(1995-1996)
| Sor. | Év. | Cím                                                                 | Rendező            | Író                             | Premier              | Nézettség    |
| ---- | --- | ------------------------------------------------------------------- | ------------------ | ------------------------------- | -------------------- | ------------ |
| 97.  | 1.  | Van-e élet az őrületen túl? (Postmortem Madness)                    | Charles Correll    | Frank South                     | 1995. szeptember 11. | 16,00 millió |
| 98.  | 2.  | A Melrose egy habostorta (Melrose Is Like a Box of Chocolates)      | Charles Correll    | Carol Mendelsohn                | 1995. szeptember 18. | 12,40 millió |
| 99.  | 3.  | Viseljünk szemellenzőt (Blind Ambition)                             | Victoria Hochberg  | Dee Johnson                     | 1995. szeptember 20. | 14,70 millió |
| 100. | 4.  | Egyszerűen nagyszerű (Simply Shocking)                              | Richard Lang       | Charles Pratt, Jr.              | 1995. szeptember 25. | 13,80 millió |
| 101. | 5.  | Henry Henry (Drawing Henry)                                         | Charles Correll    | Allison Robbins                 | 1995. október 2.     | 14,00 millió |
| 102. | 6.  | Jane lázadása (The Jane Mutiny)                                     | Scott Paulin       | Kimberly Costello               | 1995. október 9.     | 13,40 millió |
| 103. | 7.  | Most jön a java! (Let The Games Begin)                              | Chip Chalmers      | Stevie Stern                    | 1995. október 16.    | 13,30 millió |
| 104. | 8.  | Ha Melrose, akkor Melrose (Dial M For Melrose)                      | Richard Lang       | Chip Hayes                      | 1995. október 23.    | 13,40 millió |
| 105. | 9.  | Amanda unplugged (Amanda Unplugged)                                 | Charles Correll    | James Kahn                      | 1995. október 30.    | 14,20 millió |
| 106. | 10. | El Syd (El Syd)                                                     | Chip Chalmers      | Charles Pratt, Jr.              | 1995. november 6.    | 14,50 millió |
| 107. | 11. | Szabadítsátok ki... (Free Kimmy)                                    | Charles Correll    | Carol Mendelsohn                | 1995. november 13.   | 13,40 millió |
| 108. | 12. | Kimberly meghódítja a várost! (Kimberly Does L.A.)                  | Thomas Calabro     | Dee Johnson                     | 1995. november 20.   | 13,40 millió |
| 109. | 13. | Kampó, kötél és Hayley (Hook, Line and Hayley)                      | Charles Correll    | Frank South                     | 1995. november 27.   | 12,90 millió |
| 110. | 14. | Szállunk a kakukk rendelkezésére (Two Flew Over the Cuckoo's Nest)  | Janet Greek        | Allison Robbins                 | 1995. december 4.    | 14,30 millió |
| 111. | 15. | Világének? (Oy! To the World)                                       | Chip Chalmers      | Kimberly Costello               | 1995. december 11.   | 12,90 millió |
| 112. | 16. | Szent csapások (Holy Strokes)                                       | James Darren       | Charles Pratt, Jr.              | 1996. január 1.      | 12,40 millió |
| 113. | 17. | Álljunk meg egy szóra! (The Brooke Stops Here)                      | Charles Correll    | James Kahn                      | 1996. január 8.      | 14,30 millió |
| 114. | 18. | Az őrület küszöbén (Sydney, Bothered and Bewildered)                | Chip Chalmers      | Stevie Stern                    | 1996. január 15.     | 13,60 millió |
| 115. | 19. | Csapdában (The Bobby Trap)                                          | Frank South        | Frank South                     | 1996. január 22.     | 13,70 millió |
| 116. | 20. | Nincs segítség 1. rész (No Lifeguard on Duty Part 1)                | Richard Lang       | Dee Johnson és Carol Mendelsohn | 1996. február 5.     | 16,50 millió |
| 117. | 21. | Nincs segítség 2. rész (No Lifeguard on Duty Part 2)                | Richard Lang       | Dee Johnson és Carol Mendelsohn | 1996. február 5.     | 16,50 millió |
| 118. | 22. | Ördög a vizes pólóban (Devil in a Wet Dress)                        | Chip Hayes         | Kimberly Costello               | 1996. február 12.    | 14,90 millió |
| 119. | 23. | Körben áll egy küzdelem (The Circle of Strife)                      | Janet Greek        | Allison Robbins                 | 1996. február 19.    | 13,80 millió |
| 120. | 24. | Fuss, ha kedves az életed (Run, Billy, Run)                         | Charles Correll    | Charles Pratt, Jr.              | 1996. február 26.    | 14,00 millió |
| 121. | 25. | Rettenetes emberek (Ruthless People)                                | Richard Lang       | Dee Johnson                     | 1996. március 4.     | 13,30 millió |
| 122. | 26. | Lángoló kerevet (The Burning Couch)                                 | Anson Williams     | Kimberly Costello               | 1996. március 11.    | 13,00 millió |
| 123. | 27. | Billy diadala (Triumph of the Bill)                                 | Janet Greek        | James Kahn                      | 1996. március 18.    | 12,90 millió |
| 124. | 28. | Ami felment, annak le is kell esnie (What Comes Up, Must Come Down) | Richard Lang       | Allison Robbins                 | 1996. április 1.     | 13,30 millió |
| 125. | 29. | Igaz hazugságok (True Fibs)                                         | Victoria Hochberg  | Chip Hayes                      | 1996. április 15.    | 11,90 millió |
| 126. | 30. | Kalamajka (Melrose Unglued)                                         | Charles Pratt, Jr. | Charles Pratt, Jr.              | 1996. április 29.    | 12,20 millió |
| 127. | 31. | Peter különleges kalandjai (Peter's Excellent Adventure)            | Chip Chalmers      | James Kahn                      | 1996. május 6.       | 12,30 millió |
| 128. | 32. | Betsy a terminátor (Full Metal Betsy)                               | Frank South        | Frank South                     | 1996. május 15.      | 12,30 millió |
| 129. | 33. | Holt lelkek támadása 1. rész (Dead Sisters Walking Part 1)          | Charles Correll    | Carol Mendelsohn és Dee Johnson | 1996. május 20.      | 11,00 millió |
| 130. | 34. | Holt lelkek támadása 2. rész (Dead Sisters Walking Part 2)          | Charles Correll    | Carol Mendelsohn és Dee Johnson | 1996. május 20.      | 11,00 millió |

## 5. évad(1996-1997)
| Sor. | Év. | Cím                                                                              | Rendező            | Író                             | Premier              | Nézettség    |
| ---- | --- | -------------------------------------------------------------------------------- | ------------------ | ------------------------------- | -------------------- | ------------ |
| 131. | 1.  | Katasztrófa árnyékában (Living With Disaster)                                    | Frank South        | Frank South                     | 1996. szeptember 9.  | 11,90 millió |
| 132. | 2.  | A holt testen keresztül (Over Dick's Dead Body)                                  | Chip Chalmers      | Charles Pratt, Jr.              | 1996. szeptember 16. | 10,80 millió |
| 133. | 3.  | Megható szörnyűségek (Moving Violations)                                         | Richard Lang       | Carol Mendelsohn                | 1996. szeptember 23. | 11,00 millió |
| 134. | 4.  | Szerelemcsütörtök, dobszerda (Hunka Hunka Burnin' Love)                          | Charles Correll    | Dee Johnson                     | 1996. szeptember 30. | 11,00 millió |
| 135. | 5.  | Idill Jane nélkül (Un-Janed Melody)                                              | Jefferson Kibbee   | James Kahn                      | 1996. október 28.    | 12,00 millió |
| 136. | 6.  | Jane szenvedélybeteg (Jane's Addiction)                                          | Chip Chalmers      | Kathryn Baker                   | 1996. november 4.    | 12,50 millió |
| 137. | 7.  | Ifjú orvosok lázban (Young Doctors in Heat)                                      | Anson Williams     | Edward Gold                     | 1996. november 11.   | 13,00 millió |
| 138. | 8.  | Feladat: Kapcsolatteremtés (Mission: Interpersonal)                              | Charles Correll    | Charles Pratt, Jr.              | 1996. november 11.   | 13,00 millió |
| 139. | 9.  | Isten veled, Mike kedvese (Farewell, Mike's Concubine)                           | Jefferson Kibbee   | Carol Mendelsohn                | 1996. november 18.   | 13,10 millió |
| 140. | 10. | Szép munka, ha a tied (Nice Work If You Can Get It)                              | Charles Correll    | Dee Johnson                     | 1996. november 25.   | 12,40 millió |
| 141. | 11. | Ó magányos testvér (Sole Sister)                                                 | Chip Hayes         | Chip Hayes                      | 1996. december 2.    | 12,50 millió |
| 142. | 12. | Akinek nem anyja... (Quest for Mother)                                           | Charles Correll    | James Kahn                      | 1996. december 9.    | 12,10 millió |
| 143. | 13. | Őrült szerelem (Crazy Love)                                                      | Chip Chalmers      | Kathryn Baker                   | 1996. december 16.   | 12,00 millió |
| 144. | 14. | Aki orvos, az orvos (The Accidental Doctor)                                      | Charles Correll    | Edward Gold                     | 1997. január 6.      | 12,30 millió |
| 145. | 15. | Menekülés (Escape From L.A.)                                                     | Richard Lang       | Frank South                     | 1997. január 13.     | 11,46 millió |
| 146. | 16. | A vihar szeme (The Eyes of the Storm)                                            | Harvey Frost       | Cynthia J. Cohen                | 1997. január 20.     | 12,24 millió |
| 147. | 17. | Házat házassággal (Better Homes and Condos)                                      | Janet Greek        | James Kahn                      | 1997. január 27.     | 12,09 millió |
| 148. | 18. | Szex teszt 1. rész (Great Sexpectations Part 1)                                  | Richard Lang       | Carol Mendelsohn és Dee Johnson | 1997. február 3.     | 11,28 millió |
| 149. | 19. | Szex teszt 2. rész (Great Sexpectations Part 2)                                  | Richard Lang       | Carol Mendelsohn és Dee Johnson | 1997. február 3.     | 11,28 millió |
| 150. | 20. | Mint a sánta kutyát... (Catch Her in the Lie)                                    | Charles Pratt, Jr. | Charles Pratt, Jr.              | 1997. február 10.    | 11,85 millió |
| 151. | 21. | Melrose Place-i fiúk (Men Are From Melrose)                                      | Chip Hayes         | Frank South                     | 1997. február 17.    | 12,91 millió |
| 152. | 22. | Átvilágítás (Frames 'R' Us)                                                      | Robert J. Metoyer  | James Kahn                      | 1997. február 24.    | 12,30 millió |
| 153. | 23. | Visítok a házasságtól (Screams From a Marriage)                                  | Charles Correll    | Edward Gold                     | 1997. március 3.     | 11,89 millió |
| 154. | 24. | 101 kis buta (101 Damnations)                                                    | Richard Lang       | Carol Mendelsohn                | 1997. március 10.    | 12,12 millió |
| 155. | 25. | Hol van még az anyaság (From Here to Maternity)                                  | Thomas Calabro     | Dee Johnson                     | 1997. március 17.    | 11,72 millió |
| 156. | 26. | Az utolsó kijárat Ohio felé (Last Exit to Ohio)                                  | Jefferson Kibbee   | Frank South                     | 1997. március 31.    | 11,50 millió |
| 157. | 27. | Holt nők klubja (The Dead Wives Club)                                            | Chip Chalmers      | Charles Pratt, Jr.              | 1997. április 7.     | 10,00 millió |
| 158. | 28. | Mintha már lett volna (Deja Vu, All Over Again)                                  | James Darren       | Neil Landau                     | 1997. április 14.    | 11,57 millió |
| 159. | 29. | Minden Beth-ek vége (All Beths Are Off)                                          | Charles Correll    | Chip Hayes                      | 1997. április 21.    | 10,86 millió |
| 160. | 30. | Ultimátum egy magányos lánynak (Ultimatums and the Single Guy)                   | Anson Williams     | Dee Johnson                     | 1997. április 28.    | 11,77 millió |
| 161. | 31. | Mozgásban (Going Places)                                                         | Charles Pratt, Jr. | Carol Mendelsohn                | 1997. május 5.       | 10,54 millió |
| 162. | 32. | Titkok és hazugságok (Secrets and Lies and More Lies)                            | Frank South        | Frank South                     | 1997. május 12.      | 10,22 millió |
| 163. | 33. | Nem félünk Amanda Woodward-tól 1. rész (Who's Afraid of Amanda Woodward? Part 1) | Charles Correll    | Charles Pratt, Jr.              | 1997. május 19.      | 11,83 millió |
| 164. | 34. | Nem félünk Amanda Woodward-tól 2. rész (Who's Afraid of Amanda Woodward? Part 2) | Charles Correll    | Charles Pratt, Jr.              | 1997. május 19.      | 11,83 millió |

## 6. évad(1997-1998)
| Sor. | Év. | Cím                                                             | Rendező            | Író                                   | Premier              | Nézettség    |
| ---- | --- | --------------------------------------------------------------- | ------------------ | ------------------------------------- | -------------------- | ------------ |
| 165. | 1.  | Tiszta nappal (A Brand New Day)                                 | Frank South        | Frank South                           | 1997. szeptember 8.  | 10,69 millió |
| 166. | 2.  | A trójai gólya (The Trojan Stork)                               | Charles Correll    | Charles Pratt, Jr.                    | 1997. szeptember 15. | 10,27 millió |
| 167. | 3.  | Nincs idő a spermabankra (No Time for Sperm Banks)              | Jefferson Kibbee   | Carol Mendelsohn                      | 1997. szeptember 22. | 10,16 millió |
| 168. | 4.  | Doktor a pácban (The Doctor Is In...Deep)                       | Anson Williams     | James Kahn                            | 1997. szeptember 29. | 10,62 millió |
| 169. | 5.  | Gyere haza, Samantha (Desperately Seeking Samantha)             | Chip Chalmers      | Neil Landau                           | 1997. október 20.    | 9,99 millió  |
| 170. | 6.  | Itt a gyerek, hol a gyerek (The Light At the End of the Tumble) | Charles Correll    | Cynthia J. Cohen                      | 1997. október 27.    | 10,28 millió |
| 171. | 7.  | Titkos feleségek (Secrets and Wives)                            | Jefferson Kibbee   | Antoinette Stella                     | 1997. november 3.    | 9,88 millió  |
| 172. | 8.  | Lövések a sötétben (A Shot in the Dark)                         | Anson Williams     | Frank South                           | 1997. november 10.   | 10,55 millió |
| 173. | 9.  | Anyai bosszú (Attack of the Scalpel Woman)                      | Chip Chalmers      | Charles Pratt, Jr.                    | 1997. november 17.   | 10,24 millió |
| 174. | 10. | Kómában a kedvesem (My Little Coma Girl)                        | Charles Correll    | Carol Mendelsohn                      | 1997. november 24.   | 10,70 millió |
| 175. | 11. | Újra vár a Kyle-bár (Everybody Comes to Kyle's)                 | Jefferson Kibbee   | James Kahn                            | 1997. december 1.    | 9,75 millió  |
| 176. | 12. | Koccanás az éjszakában (A Bump in the Night)                    | Charles Correll    | Cynthia J. Cohen                      | 1997. december 15.   | 8,76 millió  |
| 177. | 13. | Szeretetben, békességben (A Tree Talks in Melrose)              | Thomas Calabro     | Antoinette Stella                     | 1997. december 22.   | 8,25 millió  |
| 178. | 14. | Egyszer fent, egyszer lent (To Kill a Whirlybird)               | Charles Correll    | Frank South                           | 1998. január 5.      | 10,31 millió |
| 179. | 15. | Amanda visszatér (Amanda's Back)                                | Charles Correll    | James Kahn                            | 1998. január 12.     | 10,77 millió |
| 180. | 16. | A három muskétás (Kyle of the Desert)                           | Charles Pratt, Jr. | Charles Pratt, Jr.                    | 1998. január 19.     | 10,38 millió |
| 181. | 17. | Fele sem tréfa (Coop de Grace)                                  | Chip Hayes         | Chip Hayes                            | 1998. január 26.     | 10,14 millió |
| 182. | 18. | Mama mia (Mama Mia)                                             | Thomas Calabro     | Carol Mendelsohn                      | 1998. február 2.     | 9,90 millió  |
| 183. | 19. | A múlt vonzásában 1. rész (Last Train to Baghdad: Part 1)       | Anson Williams     | James Kahn és Frank South             | 1998. február 9.     | 10,39 millió |
| 184. | 20. | A múlt vonzásában 2. rész (Last Train to Baghdad: Part 2)       | Anson Williams     | James Kahn és Frank South             | 1998. február 9.     | 10,39 millió |
| 185. | 21. | Szabad egy táncra? (A Swing and a Mrs.)                         | Jefferson Kibbee   | Antoinette Stella és Cynthia J. Cohen | 1998. február 16.    | 9,77 millió  |
| 186. | 22. | Házasság és más bajok (Blunt Drama)                             | Harvey Frost       | Charles Pratt, Jr.                    | 1998. február 23.    | 10,17 millió |
| 187. | 23. | Christine után az élet (A Christine Runs Through It)            | Charles Correll    | Carol Mendelsohn                      | 1998. március 2.     | 10,43 millió |
| 188. | 24. | Túl szép, hogy igaz legyen (Too Romantic For Words)             | Chip Chalmers      | Frank South                           | 1998. március 9.     | 10,75 millió |
| 189. | 25. | Négy viszony és egy terhesség (Four Affairs and a Pregnancy)    | Jefferson Kibbee   | James Kahn                            | 1998. március 16.    | 10,15 millió |
| 190. | 26. | Szigorúan bizalmas (M.P. Confidential)                          | Robert J. Metoyer  | Charles Pratt, Jr.                    | 1998. március 30.    | 10,98 millió |
| 191. | 27. | A pajzán professzor (The Nasty Minded Professor)                | Charles Correll    | Chip Hayes                            | 1998. március 30.    | 10,98 millió |

## ˙7. évad(1998-1999)
| Sor. | Év. | Cím                                                                         | Rendező             | Író                                    | Premier              | Nézettség    |
| ---- | --- | --------------------------------------------------------------------------- | ------------------- | -------------------------------------- | -------------------- | ------------ |
| 192. | 1.  | Amanda vágya (Divorce Dominican Style)                                      | Chip Chalmers       | Carol Mendelsohn                       | 1998. július 27.     | 7,49 millió  |
| 193. | 2.  | Nincs menekvés (A Long Way to Tip-a-Rory)                                   | Charles Pratt, Jr.  | Charles Pratt, Jr.                     | 1998. augusztus 3.   | 7,62 millió  |
| 194. | 3.  | Átok násza (A Match Made in Hell)                                           | Charles Correll     | Cynthia J. Cohen                       | 1998. augusztus 10.  | 7,81 millió  |
| 195. | 4.  | Jane-nel a bálban (Ball N' Jane)                                            | Chip Hayes          | James Kahn                             | 1998. augusztus 17.  | 8,33 millió  |
| 196. | 5.  | Lesz ez még így sem (As Bad as It Gets)                                     | Frank South         | Frank South                            | 1998. augusztus 24.  | 8,02 millió  |
| 197. | 6.  | Buona Sera, Mr. Campbell 1. rész (Buona Sera, Mr. Campbell: Part 1)         | Charles Correll     | Carol Mendelsohn és Antoinette Stella  | 1998. augusztus 31.  | 8,46 millió  |
| 198. | 7.  | Buona Sera, Mr. Campbell 2. rész (Buona Sera, Mr. Campbell: Part 2)         | Charles Correll     | Carol Mendelsohn és Antoinette Stella  | 1998. szeptember 7.  | 7,85 millió  |
| 199. | 8.  | Matt szerint a világ (The World According to Matt)                          | Charles Correll     | Frank South                            | 1998. szeptember 14. | 9,41 millió  |
| 200. | 9.  | Ahol az örömlányok élnek (Where the Hookers Grow)                           | Jefferson Kibbee    | Charles Pratt, Jr.                     | 1998. szeptember 21. | 9,02 millió  |
| 201. | 10. | Dr. Féltékeny (Dr. Jealousy)                                                | Charles Correll     | Carol Mendelsohn                       | 1998. szeptember 28. | 8,11 millió  |
| 202. | 11. | Eve titkai (Not Quite All About Eve)                                        | Jack Wagner         | James Kahn                             | 1998. október 19.    | 8,90 millió  |
| 203. | 12. | A pletykafészek (The Rumor Whisperer)                                       | Jefferson Kibbee    | Charles Pratt, Jr.                     | 1998. október 26.    | 8,58 millió  |
| 204. | 13. | Mikor sötétség borult Melrose-ra (The Night the Lights Went Out at Melrose) | Charles Correll     | Carol Mendelsohn                       | 1998. november 2.    | 8,35 millió  |
| 205. | 14. | A gyanú árnyékában (Suspicion)                                              | Chip Chalmers       | James Kahn                             | 1998. november 9.    | 9,10 millió  |
| 206. | 15. | Tető alatt, tető felett (Fiddling on the Roof)                              | Anson Williams      | Antoinette Stella                      | 1998. november 16.   | 8,73 millió  |
| 207. | 16. | Halálos esküvő (Lethal Wedding 4)                                           | Richard Denault     | Charles Pratt, Jr. és Carol Mendelsohn | 1998. november 23.   | 8,80 millió  |
| 208. | 17. | Ha a lányok beindulnak (When Cheerleaders Attack)                           | Chip Chalmers       | Jule Selbo                             | 1998. november 30.   | 9,03 millió  |
| 209. | 18. | Tervezzünk családot! (Suddenly Sperm)                                       | Gabrielle Beaumont  | Cynthia J. Cohen                       | 1998. december 14.   | 8,20 millió  |
| 210. | 19. | Rendhagyó télapók (The Usual Santas)                                        | Charles Pratt, Jr.  | Charles Pratt, Jr.                     | 1998. december 21.   | 8,26 millió  |
| 211. | 20. | Kyle mennyei klub-ja (The Kyle High Club)                                   | Jefferson Kibbee    | James Kahn                             | 1999. január 11.     | 8,55 millió  |
| 212. | 21. | Félreértések vígjátéka (I Married a Jock Murderer)                          | Tracy Lynch Britton | Carol Mendelsohn                       | 1999. január 18.     | 9,31 millió  |
| 213. | 22. | Egy maréknyi titok (A Fist Full of Secrets)                                 | Robert J. Metoyer   | Kris Dobkin                            | 1999. január 25.     | 8,15 millió  |
| 214. | 23. | Ryan kicsi, de erős (The Younger Son Also Rises)                            | Joel J. Feigenbaum  | Antoinette Stella                      | 1999. február 8.     | 8,42 millió  |
| 215. | 24. | Ryan, a köz megmentője (Saving Ryan's Privates)                             | Rob Estes           | Charles Pratt, Jr.                     | 1999. február 15.    | 8,20 millió  |
| 216. | 25. | A vaktöltény is nagyot üt (They Shoot Blanks, Don't They?)                  | Charles Correll     | James Kahn                             | 1999. február 22.    | 9,23 millió  |
| 217. | 26. | Újra a régi kerékvágásban (How Amanda Got Her Groove Back)                  | Anson Williams      | Carol Mendelsohn és Cynthia J. Cohen   | 1999. március 1.     | 9,05 millió  |
| 218. | 27. | Gíkszerfalva (Unpleasantville)                                              | Jefferson Kibbee    | Jule Selbo                             | 1999. március 8.     | 9,03 millió  |
| 219. | 28. | A rossz választás (Ryan's Choice)                                           | Charles Correll     | James Kahn                             | 1999. április 5.     | 7,90 millió  |
| 220. | 29. | Delegáció McBride-hoz (McBride's Head Revisited)                            | Chip Chalmers       | Charles Pratt, Jr.                     | 1999. április 12.    | 6,88 millió  |
| 221. | 30. | Apja lánya (The Daughterboy)                                                | Anson Williams      | Cynthia J. Cohen és Carol Mendelsohn   | 1999. április 19.    | 8,40 millió  |
| 222. | 31. | Keserédes mostohák (Bitter Homes and Guardians)                             | Jefferson Kibbee    | Peter Dunne                            | 1999. április 26.    | 7,51 millió  |
| 223. | 32. | Virágnyelven (Floral Knowledge)                                             | Charles Correll     | Jule Selbo és Antoinette Stella        | 1999. május 3.       | 8,30 millió  |
| 224. | 33. | Kelepce a javából (Lexi Gets Stiffed)                                       | Robert J. Metoyer   | Carol Mendelsohn és Cynthia J. Cohen   | 1999. május 10.      | 7,84 millió  |
| 225. | 34. | A halottak nem hallgatnak (Dead Men Don't Shut Up)                          | J. Benjamin Chulay  | James Kahn                             | 1999. május 17.      | 7,82 millió  |
| 226. | 35. | Hamut a hamunak (Asses to Ashes)                                            | Charles Pratt, Jr.  | Charles Pratt, Jr.                     | 1999. május 24.      | 10,36 millió |